# جهانگیر خواجه
جهانگیر خواجه (اویغوری: جهانگیر خوجا؛ ۱ ژانویهٔ ۱۷۸۸ – ۱ ژانویهٔ ۱۸۶۵) یکی از افراد خاندان خواجگان آفاقی ترکستان شرقی بود که توانست در دهه ۱۸۲۰ کنترل کاشغرستان را چند سالی از دست امپراتوری چینگ به درآورد.

## پیشینه
برهان‌الدین، پدربزرگ جهانگیر از خواجه‌های طایفه موسوم به کوه سفید بود. دودمان چینی چینگ با خانات خوقند پیمانی مخفیانه بسته بود که طبق آن نوادگان آفاق خواجه در شهر خوقند به زندان انداخته شده بودند. جهانگیر خواجه در پی زمین‌لرزه‌ای که بیشتر دره فرغانه را نابود کرد توانست به صورت اتفاقی از زندان گریخته و به کاشغر برود. او پس از مدتی توانست ۲۰۰ هزار نفر را برای نبرد گرد خود آورد. قرقیزها، تاجیک‌ها و جنگجویان طایفه کوه سفید در میان سپاهیان جهانگیر خواجه بودند. جهانگیر موفق شود قدرت چین را در کاشغر، یارکند، ختن و ینگی‌حصار درهم شکسته و پادگان‌های آنها را از این مناطق جمع کند. جهانگیر خواجه اسرا را به بردگی می‌گرفت و این باعث افزایش تعداد بردگان در چین شده بود.